# Bray-Saint-Christophe

Bray-Saint-Christophe este o comună în departamentul Ain, Franța. În 1 ianuarie 2022 avea o populație de 65 de locuitori.